# Sergio Fenoy
Sergio Alfredo Fenoy (Rosario, 19 de mayo de 1959) es un religioso católico argentino. Desde 2007 es obispo de San Miguel. El 17 de abril de 2018 fue promovido a Arzobispo Metropolitano de Santa Fe de la Vera Cruz, en reemplazo de monseñor José María Arancedo, de la que tomó posesión el 9 de junio del mismo año.

## Biografía
Nacido en la ciudad de Rosario (situada en la Provincia de Santa Fe), el día 19 de mayo de 1959. Realizó sus estudios primarios en la Escuela N.º 526 Provincia de Córdoba y los secundarios en el Instituto "Constancio Carlos Vigil"; ambas instituciones en su ciudad natal. Luego al descubrir su vocación religiosa, pasó a estudiar Filosofía y Teología en el Seminario Arquidiocesano San Carlos Borromeo de Capitán Bermúdez.
Finalmente fue ordenado sacerdote el 2 de diciembre de 1983, en el estadio cubierto del Club Atlético Provincial, por el entonces arzobispo metropolitano monseñor Jorge Manuel López.
Seguidamente se trasladó hacia Italia para ampliar sus estudios superiores, donde obtuvo una licenciatura en Derecho Canónico con especialización en Jurisprudencia, por la Pontificia Universidad Gregoriana de Roma. Cuando regresó a Argentina comenzó a ejercer su ministerio sacerdotal.
Pocos años más tarde, el 3 de abril de 1999 ascendió al episcopado, cuando Su Santidad el Papa Juan Pablo II le nombró Obispo Titular de la antigua Sede de Satafis y Obispo Auxiliar de la Arquidiócesis de Rosario.
Además de su escudo, eligió como lema, la frase: "Bendito Sea Dios".
Recibió la consagración episcopal el 21 de mayo del mismo año, en el Templo Eucarístico del Santísimo Sacramento de Rosario, a manos del entonces arzobispo monseñor Eduardo Mirás actuando como consagrante principal. Y como co-consagrantes tuvo al emérito monseñor Jorge Manuel López que le ordenó sacerdote, al entonces auxiliar monseñor Luis Armando Collazuol, al entonces obispo de Santa Rosa monseñor Rinaldo Fidel Bredice y al entonces obispo de Concordia monseñor Héctor Sabatino Cardelli.
El día 5 de diciembre de 2006 fue nombrado, por el Papa Benedicto XVI, como Obispo de la Diócesis de San Miguel. Tomó posesión oficial el 1 de marzo de 2007.
El 17 de abril de 2018, el Papa Francisco lo nombró Arzobispo de Santa Fe de la Vera Cruz, en consecuencia de la renuncia por edad de Mons. José María Arancedo, quien se desempeñó en el cargo desde el año 2003. Inició su ministerio pastoral el 9 de junio de 2018.
También, dentro de la Conferencia Episcopal Argentina (CEA) es miembro de la Comisión Episcopal de Fe y Cultura, y miembro de la Comisión Episcopal para la Pontificia Universidad Católica Argentina Santa María de los Buenos Aires (UCA).